# Никольское (Кузоватовский район)
Никольское — село в составе Еделевского сельского поселения Кузоватовского района Ульяновской области.

## География
Село находится у реки Томышевка на расстоянии примерно 19 километров по прямой на юг-юго-восток от районного центра поселка Кузоватово.

## История

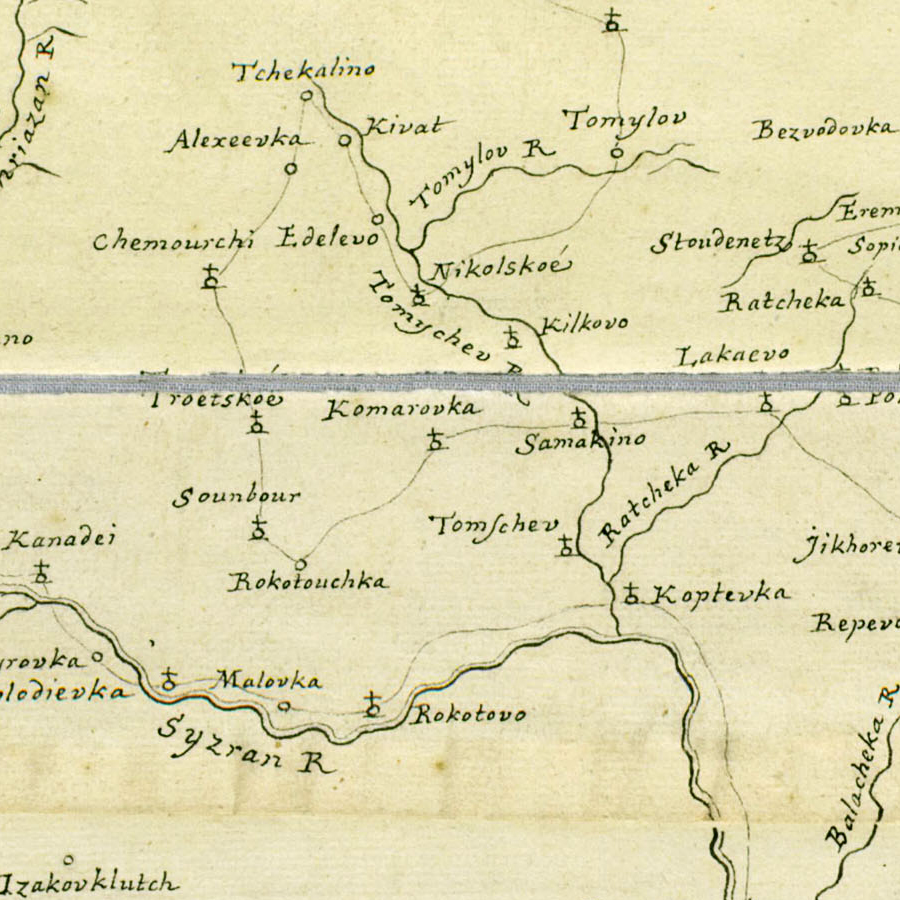
Никольское (Nikolskoe) на 40-верстной карте "Симбирск, Самара и Петровск" 1729 г.

Возникло в конце XVII века. Первоначальное название Шереметьево, позже стало Никольским по церкви. В 1913 году в селе было учтено дворов 275, жителей 1638, винокуренный завод, церковь и школа. Село Шереметево-Никольское было в составе Сызранского уезда Симбирской губернии.
В начале XX века в местной церкви во имя святителя Николая Чудотворца служил священномученик протоиерей Иоанн Ильинский. Протоиерей Иоанн Ильинский был погребён в склепе Никольского храма, в котором он был последним настоятелем.
В поздний советский период работал колхоз «Рассвет».

## Население
| 2010 |
| ---- |
| 323  |

## Известные уроженцы
- Петухов, Николай Александрович — советский и российский военный судья, доктор юридических наук (2003), профессор (2003), генерал-полковник юстиции (1993). Председатель Военной коллегии Верховного суда СССР (1989—1991). Председатель Военной коллегии Верховного Суда Российской Федерации (1992—2003) и заместитель Председателя Верховного Суда Российской Федерации (1999—2003). Заслуженный юрист Российской Федерации.